# Зміїношия черепаха Реймана
Зміїношия черепаха Реймана (Chelodina reimanni) — вид черепах з роду Австралійська зміїношийна черепаха родини Змієшиї черепахи.

## Опис
Загальна довжина карапаксу коливається від 15 до 35 см. Спостерігається статевий диморфізм: самиці більші за самців. Голова доволі широка. Шия помірного розміру. Карапакса овальної форми, розширюється у задній частині.
Карапакс має оливковий колір. Пластрон світлого кремового або жовтого кольору з сірими пігментами. Шкіра зверху сірого кольору, знизу жовтуватого.

## Спосіб життя
Полюбляє мілководні водойми у заболочених місцевостях з температурою води близько 30 °C. У посушливі періоди з серпня по жовтень «зимує», закопавшись у мул. Харчується молюсками, лангустами, раками, комахами, рослинною їжею.
Самиця робить 2—3 кладки по 6—16 овальних сірувато-білих яєць із твердою шкарлупою (31—34 × 20—24 мм). Інкубація при температура 28 °C становить 65—80 днів. Розмір новонароджених черепашенят сягає 27,6—32,1 мм. У малюків темний пластрон із червоними цятками, присутні також світло—жовті цятки на крайових щитках карапаксу.

## Розповсюдження
Мешкає у басейн річки Мерауке на південному заході о.Нова Гвінея.